# Benito Raman
Benito Raman (* 7. November 1994 in Gent) ist ein belgischer Fußballspieler. Er steht beim türkischen
Erstligisten Samsunspor unter Vertrag.

## Karriere

### Vereine
Während seiner Kindheit und Jugend spielte Benito Raman bei Cercle Melle und SK Munkzwalm, bevor er in die Jugendabteilung von KAA Gent wechselte. Sein 1.-Division-Debüt für Gent gab der Mittelstürmer mit spanischen Vorfahren am 11. September 2011 gegen den SV Zulte Waregem (1:3). Der Verein war in der höchsten belgischen Spielklasse im oberen Tabellendrittel vertreten, doch im Club konnte sich Raman keinen Stammplatz erkämpfen, so kam er in eineinhalb Jahren zu lediglich zehn Einsätzen. In der Wintertransferperiode der Saison 2012/13 wechselte er daraufhin leihweise zu Beerschot AC. In sieben Punktspielen schoss Raman drei Tore; Beerschot AC musste in die Abstiegsrunde („Play-off III – Degraditie (Best-of-five)“) und trotz zweier Treffer von Benito Raman unterlag der Verein im Vergleich Cercle Brügge und stieg somit aus der 1. Division ab. Zur Saison 2013/14 verlieh KAA Gent ihn an KV Kortrijk. Mit dem Verein bewegte sich Raman im Mittelfeld der Tabelle und qualifizierte sich schließlich als Tabellenachter für die Play-offs um die Teilnahme an der zweiten Qualifikationsrunde zur UEFA Europa League. Während der regulären Saison absolvierte er dabei 23 Spiele und schoss drei Tore. In den Play-offs trug er mit einem Tor zum Erreichen der Finalspiele, in denen KV Kortrijk dem SV Zulte-Waregem unterlag. Im Pokalwettbewerb schied der Verein im Viertelfinale nach Elfmeterschießen gegen seinen Stammverein KAA Gent aus, wobei Raman im Verlauf des Wettbewerbs in drei Spielen zum Einsatz kam und im Viertelfinalrückspiel ein Tor erzielte.
Zur neuen Saison kehrte er zu KAA Gent zurück und erkämpfte sich zunächst einen Stammplatz, saß bei manchen Spielen allerdings nur auf der Bank oder wurde nicht berücksichtigt. In 24 Partien in der regulären Saison schoss er sieben Tore und qualifizierte sich für die Meisterrunde. Bis einschließlich des fünften Spieltages war KAA Gent Tabellenzweiter, doch nach einem 1:0-Sieg im Auswärtsspiel gegen KV Kortrijk am sechsten Spieltag die Tabellenführung und wurde am Ende Meister. Raman steuerte in sieben Partien ein Tor bei. Im belgischen Pokal schieden er und sein Verein im Halbfinale gegen den RSC Anderlecht aus, wobei er in vier Partien zum Einsatz kam und ein Tor erzielte. In der Spielzeit nach der Meisterschaft verlor Benito Raman seinen Stammplatz, spielte allerdings erstmals in der UEFA Champions League, wobei er in der Gruppenphase zu vier Einsätzen kam, im belgischen Pokalwettbewerb spielte er zweimal, wobei ihm jeweils ein Tor gelang. Nachdem er gegen Jahresende 2015 bei einem Spiel gegen KV Kortrijk Fans des FC Brügge mit den Worten „Alle boeren zijn homo“ (dt. alle Bauern sind schwul) beleidigte, wurde er von seinem Verein suspendiert und vom belgischen Fußballverband (KBVB) gesperrt. Noch während der Wintertransferperiode der Saison 2015/16 wechselte Benito Raman leihweise zu VV St. Truiden. Bis zum Ende der regulären Spielzeit kam er zu sechs Einsätzen; VV St. Truiden qualifizierte sich für die Play-off-Runde um die Teilnahme an der zweiten Qualifikationsrunde zur UEFA Europa League, wobei sie in der Gruppe B den letzten Tabellenplatz belegten. Raman gelang in vier Partien ein Tor.
Daraufhin kehrte er zu KAA Gent zurück, doch im Juli 2016 schloss er sich für vier Jahre Standard Lüttich an. Hier kam er in der UEFA Europa League zum Einsatz, wobei die Lütticher in einer Gruppe mit Celta Vigo, Ajax Amsterdam und Panathinaikos Athen als Dritter ausschieden. Dabei war Benito Raman zu fünf Spielen und einem Tor gekommen. Im Pokal schied Standard Lüttich gegen den Viertligisten ASV Geel aus, wobei Raman bei der 1:2-Niederlage ein Tor erzielte. Im Punktspielbetrieb kam Standard Lüttich nicht über den neunten Platz in der regulären Saison hinaus und verpasste mit dem vierten Platz in der Gruppe A in den Play-offs um die Teilnahme an der zweiten Qualifikationsrunde zur UEFA Europa League die Qualifikation für den internationalen Wettbewerb. Dabei war Benito Raman in 21 Spielen in der regulären Saison vier Tore gelungen, in den Play-offs kam er zu vier Spielen ohne Treffer.
Am 31. August 2017 wurde er von Fortuna Düsseldorf für ein Jahr mit Kaufoption ausgeliehen. Sein Debüt beim Zweitligisten gab er am 10. August 2017 gegen Union Berlin. Am 22. Januar 2018 wurde die Ausleihe um ein Jahr bis zum Saisonende 2018/19 unter Beibehaltung der Kaufoption verlängert. Diese wurde im März 2018 vorzeitig gezogen und Raman unterschrieb bei der Fortuna bis 2022.
Am Ende der Saison 2017/18 stieg Raman mit Düsseldorf in die Bundesliga auf. In der darauffolgenden Saison 2018/19 erzielte er für die Düsseldorfer 10 Tore in 30 Bundesligaeinsätzen.
Zur Saison 2019/20 wechselte Raman innerhalb der Bundesliga zum FC Schalke 04, wo er einen Vertrag bis 2024 unterschrieb. Am 12. Spieltag der Saison 2019/2020 erzielte er beim 1:2-Auswärtssieg gegen Werder Bremen sein erstes Bundesliga-Tor für Schalke 04.
Im Juli 2021 wechselte er zum RSC Anderlecht und unterschrieb dort einen Vertrag mit einer Laufzeit von drei Jahren. In der ersten Saison 2021/22 bestritt er 35 von 40 möglichen Ligaspielen, in denen er neun Tore schoss, sowie fünf Pokalspiele mit einem Tor und vier Qualifikationsspiele zur Conference League mit zwei Toren. In der nächsten Saison waren es 22 von 34 möglichen Ligaspiele, in denen fünf Tore schoss, ein Pokalspiel und elf Spiele im Europapokal mit einem Tor. In der Saison 2023/24 kam er auf 10 von 22 möglichen Ligaspielen sowie einem von drei möglichen Pokalspielen. In diesem schoss er ein Tor.
Anfang Februar 2024 wechselte er zu Samsunspor in die türkische Süper Lig und unterschrieb dort einen Vertrag mit einer Laufzeit bis zum Ende der Saison 2025/26.

### Nationalmannschaft
Ende August 2019 wurde Raman von Trainer Roberto Martínez erstmals für die belgische Nationalmannschaft im Rahmen der Qualifikationsspiele für die EM 2020 nominiert und kam am 9. September 2019 beim 4:0-Auswärtssieg gegen Schottland als Einwechselspieler zu seinem ersten Einsatz.

## Erfolge
- Belgischer Meister: 2014/15 (KAA Gent)
- Gewinner belgischer Supercup: 2015 (KAA Gent)
- Aufstieg und Meister der 2. Fußball-Bundesliga: 2018 (Fortuna Düsseldorf)